# Аметрин (гербицид)
Аметрин — гербицид, который принадлежит к семейству триазинов.

## Законодательное регулирование
Аметрин не входит в список рекомендованных средств защиты растений европейского союза, а в некоторых странах, например во Франции, полностью запрещён к использованию.

## Физико-химические характеристики
Физико-химические характеристики, величины которых указаны ниже, влияют на риск передачи активного вещества в воде, а также на риск загрязнения воды:
- Гидролиз при pH=7 : устойчив,
- Растворимость: 185 мг·л−1,
- Коэффициент распределения между органической и водой: 300 см3·г−1. Этот параметр определяет время хранения активного вещества в органическом веществе почвы. Подвижность вещества снижается его поглощением частицами почвы.
- Период полураспада: 60 дней.
- Коэффициент распределения октанол-вода: 3,07 (показатель гидрофобности-гидрофильности)

## Экотоксикология
В плане экотоксикологии, наблюдаются следующие значения ЛД50:
- ЛД50 для рыб: 3,4 мг·л−1,
- ЛД50 для дафний: >15 мг·л−1,

## Токсичность для человека
В плане токсичности длячеловека, допустимая дневная доза составляет около 0,01 мг·кг−1·день−1.